# إيمي رومن
إيمي رومن (بالإنجليزية: Amy Ruman)‏ هي سائقة سيارة سباق أمريكية، ولدت في 30 يناير 1974 في آكرون في الولايات المتحدة.